# Lista över buddhistiska tempel i Sverige
| Namn                                                      | Plats              | Län                  | År       | Organisation & finansiering                    | Gren      |
| --------------------------------------------------------- | ------------------ | -------------------- | -------- | ---------------------------------------------- | --------- |
| Buddharamatemplet                                         | Fredrika           | Västerbottens län    | Planerat | Thailändska Buddhistiska föreningen i Sverige  | Theravada |
| Buddharamatemplet                                         | Boden              | Norrbottens län      | 2015     | Thailändska Buddhistiska föreningen i Sverige  | Theravada |
| Phat Quang                                                | Angered, Göteborg  | Västra Götalands län | 2007     | Vietnamesiska kultur- och Buddhistföreningen   | Mahayana  |
| Wat Dalarnavanaram                                        | Ulvshyttan         | Dalarnas län         | 2005     |                                                | Theravada |
| Wat Pah Sokjai                                            | Brunflo, Östersund | Jämtlands län        | 2011     |                                                | Theravada |
| Wat Dhammarangse                                          | Bro                | Stockholms län       |          |                                                | Theravada |
| Wat Buddhabhavana                                         | Västerås           | Västmanlands län     |          |                                                | Theravada |
| Buddharam Temple                                          | Ragunda            | Jämtlands län        |          | Thailändska Buddhistiska föreningen i Sverige  | Theravada |
| Wat Phra Dhammakaya                                       | Borås              | Västra Götalands län |          |                                                | Theravada |
| Wat Siammin Mangkalaram                                   | Norrköping         | Östergötlands län    |          |                                                | Theravada |
| Dhammangalarama Temple                                    | Kvissleby          | Västernorrlands län  |          | Dhammangalarama förening                       | Theravada |
| Wat Sanghabaramee                                         | Eslöv              | Skåne län            |          |                                                | Theravada |
| Wat Buddha Udayana                                        | Landvetter         | Västra Götalands län |          |                                                | Theravada |
| Wat Pha Gothenburg                                        | Göteborg           | Västra Götalands län |          |                                                | Theravada |
| Buddharam Temple                                          | Karlstad           | Värmlands län        |          | Thailändska Buddhistiska föreningen i Sverige  | Theravada |
| Wat Thai Karlstad                                         | Karlstad           | Värmlands län        |          |                                                | Theravada |
| Samnak song Ludvika                                       | Ludvika            | Dalarnas län         |          | Ludvika Theravadbuddhistiska förening          | Theravada |
| Wat Buddhasothorn                                         | Uppsala            | Uppsala län          |          |                                                | Theravada |
| Wat Pa Khemago                                            | Månkarbo           | Uppsala län          |          |                                                | Theravada |
| Buddharamatemplet                                         | Värmdö             | Stockholms län       |          | Thailändska Buddhistiska föreningen i Sverige  | Theravada |
| Wat Dhammarangse                                          | Stockholm          | Stockholms län       |          |                                                | Theravada |
| Wat Santinivas                                            | Vendelsö           | Stockholms län       |          |                                                | Theravada |
| Wat Piyadhammaram (Kung Chulalongkorns Meditation Center) | Bispgården         | Jämtlands län        |          |                                                | Theravada |
| Zengården                                                 | Finnåker           | Örebro län           | 1989     | Zenbuddhistiska samfundet                      | Mahayana  |
| Stockholm Zen Center                                      | Stockholm          | Stockholms län       | 1985     | Zenbuddhistiska samfundet                      | Mahayana  |
| Göteborg Zen Center                                       | Göteborg           | Västra Götalands län |          | Zenbuddhistiska samfundet                      | Mahayana  |
| Lund Zen Center                                           | Lund               | Skåne län            |          | Zenbuddhistiska samfundet                      | Mahayana  |
| Malmö Chanbuddhistiska tempel                             | Malmö              | Skåne län            | 2001     | Buddhistiska samfundet Tao Zen                 | Mahayana  |
| Stupan i Fellingsbro                                      | Fellingsbro        | Örebro län           | 1988     | Karme Tenpe Gyaltsen                           | Vajrayana |
| Fo Guang Shan Tempel                                      | Stockholm          | Stockholms län       |          | International Buddhist Progress Society Sweden | Mahayana  |